# Dampfkesselanlage

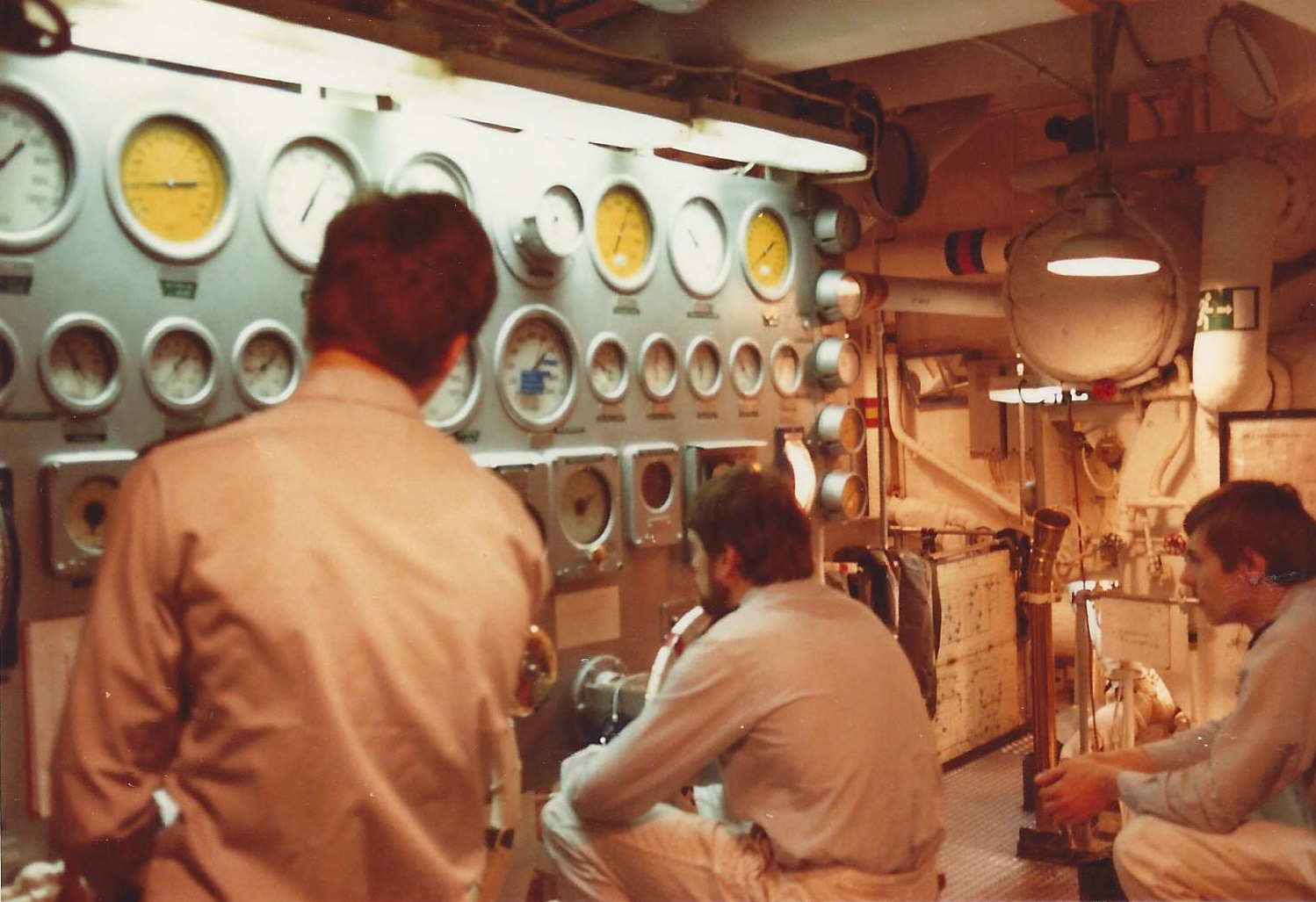
Maschinensteuerstand der Mölders

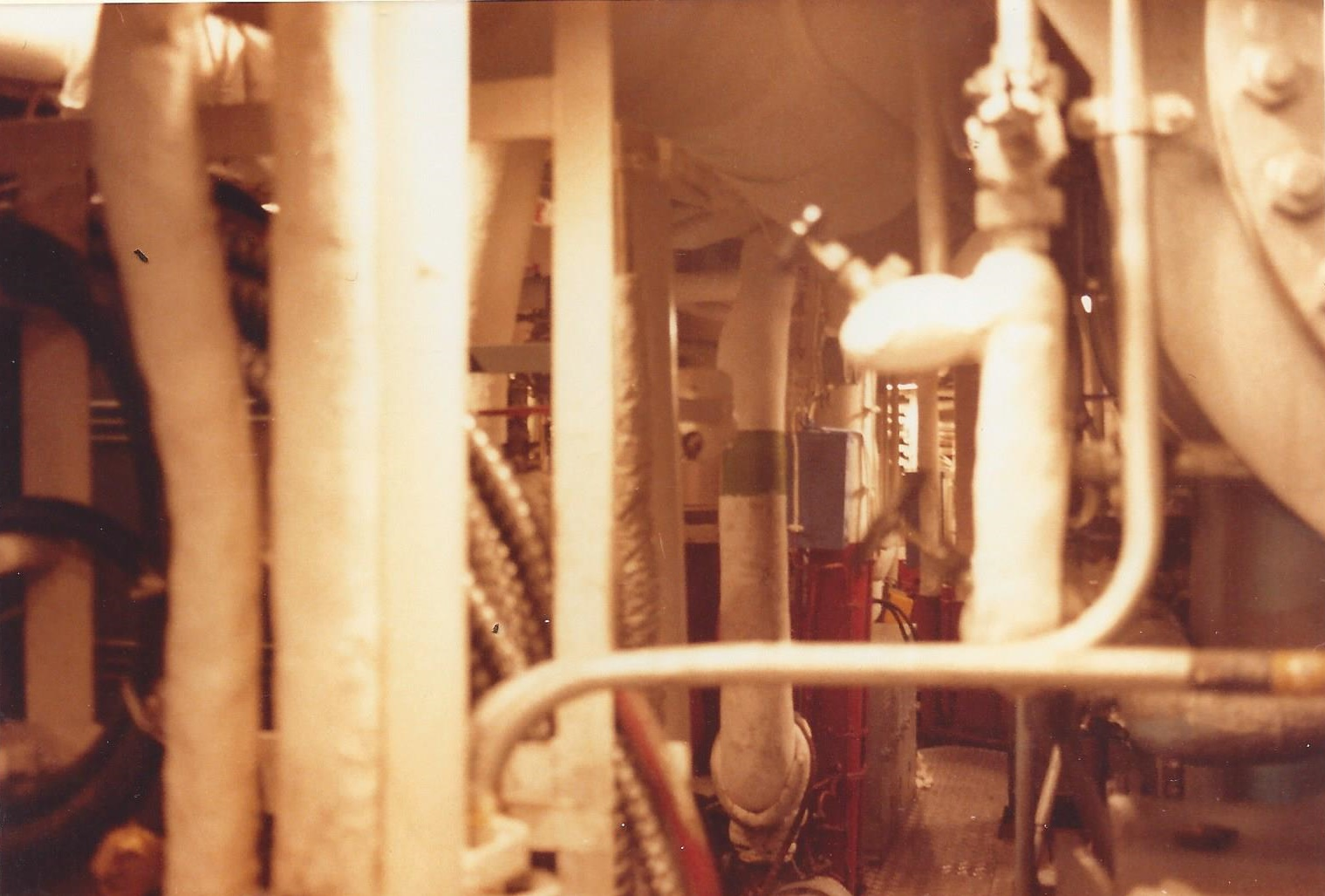
Dampfkesselanlage der Mölders

Der Begriff der Dampfkesselanlage entstammt der (mittlerweile von der Betriebssicherheitsverordnung abgelösten) Dampfkesselverordnung und bezeichnet alle Anlagenteile, die zur Dampferzeugung notwendig sind. Die Dampfverbraucher gehören nicht zur Dampfkesselanlage; hierunter fallen die Rohrleitungen zu den Dampfverbrauchern als auch Wärmeübertrager, Kondensator oder die Dampfturbine.
In Deutschland gehören laut § 2 (4) DampfkV folgende Einrichtungen zur Dampfkesselanlage:
1. das Kesselgerüst, die Einmauerung und die Ummantelung;
2. die Einrichtung für die Feuerung;
3. die Einrichtungen innerhalb des Kesselaufstellungsraumes zur Lagerung, Aufbereitung und Zuleitung von Brennstoffen sowie bei Landdampfkesselanlagen Einrichtungen außerhalb des Kesselaufstellungsraumes zur Lagerung, Aufbereitung und Zuleitung von leichtentzündlichen und allen staubförmigen, flüssigen und gasförmigen Brennstoffen;
4. die Luftvorwärmer, soweit sie im Rauchgasstrom der Feuerung angeordnet sind, und die Gebläse für die Feuerung;
5. die Einrichtungen zur Rauchgasabführung einschließlich der Saugzuganlagen und des Schornsteins sowie bei Dampfkesselanlagen, die nicht Schiffsdampfkesselanlagen auf Seeschiffen sind, der in der Rauchgasabführung eingebauten Anlagen zur Verminderung von Luftverunreinigungen;
6. die absperrbaren bzw. unabsperrbaren Speisewasservorwärmer, soweit sie im Rauchgasstrom der Feuerung angeordnet sind, sowie die Speisevorrichtungen mit den zum Dampfkessel führenden Speisewasserleitungen;
7. die absperrbaren Überhitzer und die Zwischenüberhitzer, soweit sie im Rauchgasstrom der Feuerung angeordnet sind, sowie die im Kesselaufstellungsraum befindlichen Dampfkühler;
8. den Speisewasserbehälter mit Entgaser sowie die Verbindungsleitungen zwischen Dampfkessel und Speisewasserbehälter sowie die Speisewasserwarmhaltung;
9. der Kesselaufstellungsraum; als Kesselaufstellungsraum gilt in Räumen, die nicht ausschließlich zur Unterbringung des Dampfkessels und der zu seinem Betrieb dienenden Einrichtungen bestimmt sind, der hierzu erforderliche Teilraum;
10. die im Kesselaufstellungsraum befindlichen Dampf- und Heißwasserleitungen und deren Armaturen;
11. sonstige Einrichtungen, die dem Betrieb der Dampfkesselanlage dienen.
Die Bestandteile einer Dampfkesselanlage sind nach § 15 beziehungsweise §16 Betriebssicherheitsverordnung durch den Beauftragten einer Zugelassenen Überwachungsstelle (ZÜS) zu prüfen.
Wenn der erzeugte Dampf zum Antrieb einer Dampfturbine mit Stromerzeugung dient, dann bildet die Dampfkesselanlage eine Teilanlage des Dampfkraftwerkes.